# Tatjana Lommel
Tatjana Lommel (* 29. Februar 1972 als Tatjana Müller in Bad Kreuznach, vormals auch Tatjana Paige Müller; † 29. April 2022 in Berlin) war eine deutsche Schauspielerin.

## Leben
Tatjana Lommel wurde als Tochter einer Arzthelferin und eines Kaufmanns geboren. Sie wuchs bei ihrer Großmutter mütterlicherseits in Rümmelsheim auf. In den 90er Jahren arbeitete sie als Model, u. a. für Wella, und erreichte zweimal das Finale der Miss-Germany-Wahl.
Nach Ausbildung und Tätigkeit im kaufmännischen Bereich absolvierte sie ab 2000 ihre Schauspielausbildung an der Stage & Musical School in Frankfurt am Main, die sie 2003 mit der Bühnenreifeprüfung als staatlich anerkannte Schauspielerin abschloss. 2004 ging sie nach New York und besuchte Kurse am Lee Strasberg Theatre & Film Institute.
Ab 2004 stand sie zunächst in Werbespots (u. a. für Quelle und die Motorradmarke „Polo“) und Kurzfilmen vor der Kamera.   Ihre erste Rolle in einem Spielfilm hatte sie in dem 2005 in Spanien gedrehten Streifen Schatten des Krieges (2008). Von 2006 bis 2011 stand sie am Oststadt Theater in Mannheim in mehreren Boulevard-Stücken unter der Regie von Markus Goerisch auf der Bühne. Es folgten Rollen in Filmen, Serien und Werbeproduktionen, u. a. in der Fernsehserie Herzog an der Seite von Niels Ruf.
2009 zog Lommel nach Berlin. Dort sowie in Brandenburg und Mecklenburg-Vorpommern entwickelte sie zusammen mit dem Schauspieler Claas Würfel das Theaterprojekt „Geheimsache Igel“, ein deutschlandweites Gewaltpräventionsprojekt für Kinder, für das sie zusammen mit anderen Projektleitern 2013 eine Auszeichnung vom Bundesministerium des Innern und der Europäischen Union erhielt.
Ab 2009 führte sie zusätzlich zu ihrer Schauspieltätigkeit für die Web-TV-Sender „cineasten.tv“ und „serieasten.tv“ Interviews mit nationalen und internationalen Stars, u. a. Matthias Schweighöfer, Jörn Schlönvoigt, Mark Harmon und Samuel L. Jackson. Außerdem war sie dort als Verfasserin von Reviews für aktuelle Filme tätig. In ihrer Berliner Zeit war sie zeitweise mit dem Schauspieler Günther Kaufmann liiert.
2014 ging sie nach Los Angeles, wo sie beim Dreh des Kinofilms Mondo Americana (2015) ihren späteren Ehemann, den Regisseur und Produzenten Ulli Lommel, kennenlernte. Es folgten zwei weitere Filme mit Ulli Lommel, Winning by Giving und Michael's Vision. Im Dezember 2015 war Lommel in der ZDF-Serie SOKO Wismar in einer Episodennebenrolle als Nancy Drews zu sehen; sie spielte die Inhaberin einer Wismarer Spielothek.
Tatjana Lommel starb Ende April 2022 in Berlin an den Folgen eines Hirntumors.

## Filmografie (Auswahl)
- 2000: Scharf aufs Leben (TV-Film)
- 2008: Schatten des Krieges (Spielfilm)
- 2008: A Clickwork Orange (Kurzspielfilm, Hochschule Mainz)
- 2009: Herzog (Fernsehserie, RTL, Folge: Scheidung auf Italienisch)
- 2010: Reise nach Agatis (Spielfilm)
- 2014: Only Now Existing´s Escape Artist (Spielfilm, USA)
- 2015: SOKO Wismar: Hausverbot (Fernsehserie, ZDF)
- 2015: Mondo Americana (Kinospielfilm, USA)

## Theater (Auswahl)
- 2003: Drei Männer im Schnee (Studiobühne Frankfurt)
- 2006–2010: Einmal nicht aufgepasst (Oststadt Theater Mannheim)
- 2007–2011: Hosenflattern (Oststadt Theater Mannheim)
- 2009–2014: Geheimsache Igel (Gewaltpräventionstheater Berlin)

## Auszeichnungen
- 2009: Sonderpreis Filmhaus Frankfurt (Kurzspielfilm „Blickwinkel“)
- 2013: Auszeichnung vom Bundesministerium des Innern und der Europäischen Union (Projektleiterin für das Theaterstück „Geheimsache Igel“ in Berlin, Brandenburg und Mecklenburg-Vorpommern).